# Jewgenija Armanowna Medwedewa
Jewgenija Armanowna Medwedewa (russisch Евгения Армановна Медведева; * 19. November 1999 in Moskau) ist eine ehemalige russische Eiskunstläuferin. Sie ist die Welt- und Europameisterin von 2016 und 2017. Medwedewa wurde bis 2018 von Eteri Tutberidse und Sergei Dudakow trainiert. Im Anschluss wurde sie bis 2020 von dem Kanadier Brian Orser betreut, danach erneut von Tutberidse.

## Privatleben
Jewgenija Medwedewas Vater, Arman Babasjan, ist ein armenischer Geschäftsmann, ihre Mutter Schanna eine ehemalige russische Eiskunstläuferin. Ihre Eltern sind geschieden. Die Russin nahm den Mädchennamen ihrer Großmutter mütterlicherseits an. Sie hat eine Schwester, Karina Babasjan. Seit 2017 studiert sie an der Russischen Staatlichen Universität für Körperkultur, Sport, Jugend und Tourismus in Moskau.

## Sportlicher Werdegang
Medwedewa begann im Alter von drei Jahren mit dem Eislaufen. Ihre ersten Trainer waren Jelena Proskurina, Ljubow Jakowlewa und Jelena Seliwanowa. Im Jahr 2008 wurde Eteri Tutberidse ihre Trainerin an der Olympischen Reserveschule Nr. 37, die später umbenannt wurde in Sambo 70.
Sie gab ihr Debüt auf dem Senior-Level bei den nationalen russischen Meisterschaften 2012, bei denen sie den achten Platz erreichte. International debütierte sie in der Saison 2013/14 in der „ISU Junior Grand Prix“-Serie, wo sie in Lettland und Polen jeweils den Sieg errang. Beim Grand-Prix-Finale der Saison gewann sie in der Juniorinnen-Klasse die Bronzemedaille.
Medwedewa siegte bei den Juniorenweltmeisterschaften 2015 in Tallinn. In der Saison 2015/16 durfte sie erstmals bei den Erwachsenen starten. Medwedewa gewann Anfang Oktober 2015 CS Ondrej Nepela Trophy in Bratislava. Ende Oktober gewann sie Skate America 2015. Anfang Dezember gewann sie das Grand Prix Finale 2015–16 in Barcelona, Ende Dezember die russische Damenmeisterschaft. Im Januar siegte Medwedewa bei den Eiskunstlauf-Europameisterschaften 2016 in Bratislava. Ende März lief Medwedewa bei den Eiskunstlauf-Weltmeisterschaften 2016 in Boston zum Titel. Nach der Weltmeisterschaft bei den Junioren 2015 gewann sie also direkt im folgenden Jahr die Weltmeisterschaft 2016 bei den Erwachsenen, was vorher noch keiner Frau gelungen war.
In der Saison 2016/17 gelang Medwedewa mit einer außergewöhnlichen Leistungskonstanz eine perfekte Bilanz mit drei Siegen in den Grandprix-Wettbewerben, den Titelverteidigungen in der nationalen Meisterschaft, der Europa- und Weltmeisterschaften sowie Einzelsiegen innerhalb dreier Teamwettkämpfe.
Bei den Eiskunstlauf-Europameisterschaften 2018 in Moskau lief sie auf den zweiten Platz hinter ihrer Teamkollegin Alina Sagitowa. Tags darauf wurde Medwedewa in das russische Olympiateam berufen.
Bei den Olympischen Winterspielen 2018 in Pyeongchang startete die Russin im Kurzprogramm des Teamwettbewerbs, wo sie mit 81,06 Punkten sowohl ihren persönlichen Rekord als auch Weltrekord lief. Sie gewann mit ihrer Mannschaft die Silbermedaille in diesem Wettkampf. Im Dameneinzel platzierte sie sich nach dem Kurzprogramm auf den zweiten Rang hinter ihrer Landsfrau Sagitowa. Die Bestleistung in der Kür (156,65 Punkte) reichte nicht aus, um die Goldmedaille zu gewinnen. Medwedewa musste sich wieder knapp mit der Silbermedaille hinter Sagitowa zufriedengeben.
Bei der Weltmeisterschaft 2019 in Saitama gewann Medwedewa nach einer zuvor nicht sonderlich erfolgreichen Saison die Bronzemedaille. In der folgenden Saison gewann sie unter anderem die Silbermedaille im Cup of Russia. Im September 2020 entschied sich Medwedewa, ihren Trainer Brian Orser zu verlassen und zu ihrer früheren Trainerin Eteri Tutberidse zurückzukehren, da die durch die COVID-19-Pandemie bedingten Reisebeschränkungen es ihr erschwerten, außerhalb Russlands zu trainieren. Im November 2020 musste sie sich aufgrund einer COVID-19-Infektion aus den russischen Meisterschaften zurückziehen. Am Cup of Russia 2020 konnte Medwedewa wegen einer Verletzung nicht teilnehmen. Seitdem leidet sie unter chronischen Rückenschmerzen. Ende 2020 gab Medwedewa deshalb bekannt, in der Saison 2021/2022 nicht in Wettbewerben anzutreten.
Am 1. Dezember 2021 erklärte sie ihren Rücktritt vom „Wettkampf“ Eiskunstlauf.
Nun läuft sie Shows.

## Rekorde und Laufstil
Medwedewa hält die Weltrekorde nach dem ISU-Punktesystem für Kür und Gesamtwertung im Frauen-Eiskunstlaufen. Dabei stellte sie insgesamt elf Rekorde auf und übertraf dabei erstmals mehrere Grenzwerte: die 80 Punktemarke im Kurzprogramm, 160 Punkte in der Kür sowie 230 bzw. 240 Punkte in der Gesamtwertung.
Ein Markenzeichen Medwedewas ist die nach Brian Boitano benannte „Tano“-Sprungtechnik mit über dem Kopf erhobenem Arm, die sie bei einem Großteil ihrer Sprünge einsetzt und mit der sie Bonuspunkte bei der technischen Ausführung (GOE) erreicht.

## Ergebnisse
GP: ISU Grand Prix; CS: ISU Challenger Serie; JGP: ISU Junior Grand Prix
| Wettbewerb/Saison                 | 2010–11       | 2011–12       | 2012–13       | 2013–14       | 2014–15       | 2015–16       | 2016–17       | 2017–18       | 2018–19       | 2019–20       |
| International                     | International | International | International | International | International | International | International | International | International | International |
| --------------------------------- | ------------- | ------------- | ------------- | ------------- | ------------- | ------------- | ------------- | ------------- | ------------- | ------------- |
| Olympische Winterspiele           |               |               |               |               |               |               |               | 2.            |               |               |
| Weltmeisterschaften               |               |               |               |               |               | 1.            | 1.            |               | 3.            |               |
| Europameisterschaften             |               |               |               |               |               | 1.            | 1.            | 2.            |               |               |
| Grand-Prix-Finale                 |               |               |               |               |               | 1.            | 1.            |               |               |               |
| GP Rostel. Cup                    |               |               |               |               |               | 2.            |               | 1.            |               | 2.            |
| GP Skate America                  |               |               |               |               |               | 1.            |               |               |               |               |
| GP Skate Canada                   |               |               |               |               |               |               | 1.            |               | 3.            | 5.            |
| GP Trophée Eric Bompard           |               |               |               |               |               |               | 1.            |               | 4.            |               |
| GP NHK Trophy                     |               |               |               |               |               |               |               | 1.            |               |               |
| CS Autumn Classic                 |               |               |               |               |               |               |               |               | 2.            | 2.            |
| CS Nepela Trophy                  |               |               |               |               |               | 1.            |               | 1.            |               |               |
| International: Junioren           |               |               |               |               |               |               |               |               |               |               |
| Juniorenweltmeisterschaften       |               |               |               | 3.            | 1.            |               |               |               |               |               |
| JGP Finale                        |               |               |               | 3.            | 1.            |               |               |               |               |               |
| JGP Tschechien                    |               |               |               |               | 1.            |               |               |               |               |               |
| JGP Frankreich                    |               |               |               |               | 1.            |               |               |               |               |               |
| JGP Lettland                      |               |               |               | 1.            |               |               |               |               |               |               |
| JGP Polen                         |               |               |               | 1.            |               |               |               |               |               |               |
| National                          |               |               |               |               |               |               |               |               |               |               |
| Russische Meisterschaften         |               | 8.            |               | 7.            | 3.            | 1.            | 1.            |               | 7.            |               |
| Russische Juniorenmeisterschaften | 12.           | 6.            | 4.            | 4.            | 1.            |               |               |               |               |               |